# Vieux-Fort, Guadeloupe
Vieux-Fort är en kommun i det franska utomeuropeiska departementet Guadeloupe i Västindien. År 2022 hade kommunen 1 730 invånare.

## Befolkningsutveckling
Antalet invånare i kommunen Vieux-Fort
| Referens: INSEE |